# Чагатайско ханство
Чагатайското ханство е монголска държава в Средна Азия. Столицата на страната е град Алмалик.
Територията на ханството силно варира през годините. В най-големия си разцвет то владее Трансоксиана (наричана още Мавара ан-нахр), като се простира на изток от реките Амударя и Сърдаря, на юг от езерото Балхаш и планините Тян Шан (Тяншан), включва пустинята Такламакан и стига до границите на по-късния Китай. След смяна на династии, отнемане на територии и изместване на Изток, съществува до 1680 г. в силно редуциран вид.

## История
Чагатайското ханство образувано е след като през 1224 г. Чингиз хан разделя империята си Велика Монголия на четири части, или улуса, (по броя на синовете си) и първият му владетел е Чагатай хан, вторият син на Чингиз хан. Той умира през 1241 година, като на трона го наследява внукът му Кара Хюлегю хан, управлявал до 1246 година, след което вероятно е свален от власт, през 1252 година за малко си я връща, но умира същата година и е наследен от сина си Мударак хан и жена му Оргхана Хартун, които остават на власт до 1261 година. 
След това до 1266 година ханството е в междуособна война, докато Барая хан не стабилизира държавата. Той умира през 1271 година и до 1274 година управлява Туга хан, последван от Дула хан. Той е наричан "последният добър владетел на ханството". В периода от смъртта му през 1306 г. до 1363 година потомците му враждуват помежду си и ханството се разпада. През 1326 г. ислямът е приет за официална религия.
През около 1340 година, поради отслабването на ханството, в западната му част е създадено т.нар. Западно Чагатайско ханство. То обхваща земите на Такламакан и Тян Шан, а столицата му е град Самарканд. Унищожено е през 1370 година от Тимур Ланг (Тамерлан), който гради в земите му собствена силна империя. Северно от Западното Чагатайско ханство се отцепва държавата Моголистан. Потомци на Дула хан стават нейни владетели, а след това - и на Могулия. Около 1462 година Моголистан е разделен на Източен и Западен Моголистан.